# ميخائيل ر. غوردون
ميخائيل ر. غوردون (بالإنجليزية: Michael R. Gordon)‏ هو صحفي ومراسل أمريكي، ولد في 10 فبراير 1951.